# Albunea catherinae
Albunea catherinae är en kräftdjursart som beskrevs av Christopher B. Boyko 2002. Albunea catherinae ingår i släktet Albunea och familjen Albuneidae. Inga underarter finns listade i Catalogue of Life.